# Raylene
Raylene (Glendora, 12 febbraio 1977) è un'ex attrice pornografica statunitense.

## Biografia e carriera pornografica
È cresciuta a Glendora dove ha frequentato una scuola cristiana e si è diplomata a 16 anni, con ben due anni di anticipo. Ha partecipato al film 21 Jump Street, in quanto lo zio era un produttore.
Raylene inizia la carriera all'età di 19 anni, nel 1996, girando la sua prima scena eterosessuale in Shane's World 4: Wet & Wild 1 con Mark Davis. Durante i primi anni usa, a volte, il nome d'arte Alexis Fontaine. Nel 1998 firma un contratto di esclusiva con la casa di produzione cinematografica Vivid Entertainment.
Ai Grammy Award del 2000 Raylene si esibisce ballando dentro una gabbia assieme alla collega Kobe Tai durante una performance di Kid Rock.
Nel novembre 2001 si ritira dall'industria dell'intrattenimento per adulti. Sposa Brad Hirsch, fratello del presidente e fondatore della Vivid Entertainment Steven Hirsch, con il quale intraprende la carriera di agente immobiliare. Nel maggio 2004 smette anche di fare la ballerina. Il 4 ottobre 2006 nasce il suo primo figlio, un maschio di 4,5 kg.
Ritorna sul set, anche a causa della crisi finanziaria come ha raccontato nel documentario After Porn Ends, nel 2009 con il film Raylene's Dirty Work. Nel 2014 tramite Twitter ha annunciato la fine della sua carriera, con un palmares di 4 trofei e oltre 660 scene girate. Fa parte dal 2008 della Hall of Fame degli AVN Awards.

## Riconoscimenti
- AVN Awards
  - 2001 – AVN Award for Best Actress (film) per Artemesia[11]
  - 2008 – AVN Hall of Fame[12]
- XRCO Awards
  - 1998 – Starlet of the Year[13]
  - 2017 – XRCO Hall of Fame[14]

## Filmografia
- Cumback Pussy 5 (1996)
- In Your Face (1996)
- Intimate Interviews 3 (1996)
- Shane's World 4: Wet and Wild 1 (1996)
- Shane's World 5: Wet and Wild 2 (1996)
- Appassionata (1997)
- Bottom Dweller 5: In Search Of... (1997)
- Buffy Malibu's Nasty Girls 13 (1997)
- Butt Watch The New Recruits (1997)
- Buttwoman '97 (1997)
- Cafe Flesh 2 (1997)
- Caught from Behind 27 (1997)
- Cunt Hunt 2 (1997)
- Dark Paradise 1 (1997)
- Dirty Weekend (1997)
- Dr. Trashy's Sweaty Situations 2 (1997)
- Freshman Fantasies 5 (1997)
- Garden Party (1997)
- Girl's Affair 12 (1997)
- Girl's Affair 14 (1997)
- Her Face (1997)
- Her Wicked Obsession (1997)
- Hot Wired (1997)
- House That Black Built (1997)
- Jammed (1997)
- Lesbian Connection 5 (1997)
- Nasty Nymphos 16 (1997)
- Nightshift 2: Dark Angels (1997)
- No Man's Land 19 (1997)
- Paparazzi (1997)
- Philmore Butts Looking for Lust (1997)
- Pickup Lines 15 (1997)
- Real Sex Magazine 2 (1997)
- Rear View Mirror (1997)
- S.M.U.T. 1 (1997)
- Sex Dreams (1997)
- Sex Patrol (1997)
- Shameless Desire (1997)
- Shane's World 8: Bachelorette Bash (1997)
- Skin 11: Unbound (1997)
- Smoke Me (1997)
- Spiked Heel Diaries 9 (1997)
- Taming of the Screw (1997)
- Toilet Tramps 2 (1997)
- Ultimate Glamour Blowjob (1997)
- Up And Cummers 40 (1997)
- Up And Cummers 42 (1997)
- Video Adventures of Peeping Tom 7 (1997)
- 69 Hours (1998)
- Action Sports Sex 2 (1998)
- Action Sports Sex 3 (1998)
- Always Lily White (1998)
- As Sweet As They Come (1998)
- Back in the Saddle (1998)
- Backseat Driver 1 (1998)
- Backstage Sluts 1 (1998)
- Best of Shane 1 (1998)
- Blowjob Adventures of Dr. Fellatio 9 (1998)
- Buffy Malibu's Nasty Girls 17 (1998)
- Bunghole Harlots 1: Opening Day Gape (1998)
- Cheek to Cheek 3 (1998)
- Conjugal Visits (1998)
- Damaged Goods (1998)
- Exile (1998)
- Farrah's Pajama Party (1998)
- Femme 2 (1998)
- Forever Night (1998)
- Habits of the Heart (1998)
- Head Over Heels (1998)
- Heartfelt 1 (1998)
- Homeward (1998)
- I Believe In Love 1 (1998)
- I Believe In Love 2 (1998)
- I Love Lesbians 4 (1998)
- Intimate Exposure (1998)
- Laptop (1998)
- Last Day (1998)
- Love My Wife Please (1998)
- Made in America (1998)
- Masterpiece (1998)
- Match Point (1998)
- Natural Woman (1998)
- Night Hunger (1998)
- Nightschool Confidential (1998)
- Nuts (1998)
- Party Girls 1 (1998)
- Private Performance 61: Raylene (1998)
- Raylene's Stocking Tease (1998)
- Red (1998)
- Rocki Roads' Wet Dreams (1998)
- Savage Gardens (1998)
- Second Chances (1998)
- Sodomania: Slop Shots 4 (1998)
- Suite Seduction (1998)
- Torts And Tarts (1998)
- Up And Cummers 51 (1998)
- War Bride (1998)
- Wicked Covergirls (1998)
- Wildlife (1998)
- Woman's Needs (1998)
- Adult Video News Awards 1999 (1999)
- Blown Away (1999)
- Color Blind 3 (1999)
- Devil's Blackjack (1999)
- Farrah's All Girl Adventure 2 (1999)
- Jade Princess (1999)
- Legs For Pleasure 1 (1999)
- Manic Behavior (1999)
- Naked City Tampa Bay 2 (1999)
- Operation: Centerfold (1999)
- Operation: Centerfold 2 (1999)
- Party Girls 4: Viva Las Vegas (1999)
- Peckers (1999)
- Pipe Dreams (1999)
- Raw Ass 3 (1999)
- Raylene And Brittany Andrews (1999)
- Raylene Nude And Intimate (1999)
- Speedway (1999)
- Trophy (1999)
- Weekend Warriors (1999)
- Wild Wild Chest 8 (1999)
- Artemesia (2000)
- ATV (2000)
- Blow Me (2000)
- Blue Room (2000)
- Cheat (2000)
- Couch Tails (2000)
- Cum Sucking Whore Named Tricia Deveraux (2000)
- Deep Inside Farrah 2 (2000)
- Deviant (2000)
- Interview With Raylene (2000)
- Mi Vida (2000)
- Sex and the Stranger (2000)
- Virtual Vivid Make A Wish (2000)
- Where the Boys Aren't 12 (2000)
- Where the Boys Aren't 13 (2000)
- Zoom (2000)
- Adult Video News Awards 2001 (2001)
- Bad Wives 2 (2001)
- Booty Duty (2001)
- Busted (2001)
- Chasin Pink 5 (2001)
- Chica Boom (2001)
- Chloe: Extreme Close Up (2001)
- Dangerous Intent (2001)
- Dayton: Extreme Close Up (2001)
- Lost Angel (2001)
- Love Games (2001)
- Nice Guys Finish Last (2001)
- Public Affairs (2001)
- Sex In The Second Realm (2001)
- Stacked Deck (2001)
- Sweet Things (2001)
- Unconscious (2001)
- Valley of the Valets (2001)
- Virtual Blowjobs: Oral Examination (2001)
- Virtual Blowjobs: Oral XXXtasy (2001)
- Where the Boys Aren't 14 (2001)
- All There Is (2002)
- Betrayed by Beauty (2002)
- Bottom Dweller Orgies (2002)
- Cooking With Porn Stars (2002)
- Cum Shot Starlets (2002)
- Deep Inside Sydnee Steele (2002)
- Fetish World 1 (2002)
- Firebox (2002)
- Girls Only: Janine (2002)
- Girls Only: Strapped On (2002)
- Heart Breaker (2002)
- Hidden Desires (2002)
- Hot Spot (2002)
- Paying The Piper (2002)
- Seductress (2002)
- Surrender Chelsea (2002)
- Take 5 (2002)
- Where the Boys Aren't 15 (2002)
- Young Cassidey (2002)
- Young Devon (2002)
- About Face (2003)
- Bigger the Better (2003)
- California Creamin (2003)
- Eye Spy: Janine (2003)
- Girls Only: Cheyenne (2003)
- House of Lies (2003)
- Jawbreakers (2003)
- Load Warrior (2003)
- Pie in the Face (2003)
- Real Female Orgasms 4 (2003)
- Saturday Night Beaver (2003)
- Splurge (2003)
- Under Contract: Janine (2003)
- 5 Star Chasey (2004)
- Haulin' Ass (2004)
- In Aphrodite (2004)
- Love Hurts (2004)
- Sex Drive (2004)
- Editor's Choice: Janine (2005)
- Eye Spy: Kira Kener (2005)
- Illegal Anal Aliens (2005)
- Incredible Janine (2005)
- Les' Be Friends (2005)
- Lettin' Her Fingers Do The Walking (2005)
- Spending The Night With Janine (2005)
- Whore Next Door (2005)
- Breast Obsessed (2006)
- Party Mouth (2006)
- What Happens In Janine Stays In Janine (2006)
- 110 All Star Cumshots (2007)
- Heart Breaker (2008)
- Star 69: Strap Ons (2008)
- All About Me 4 (2009)
- Ass Cleavage 11 (2009)
- Big Boob Orgy 2 (2009)
- Blow Me Sandwich 14 (2009)
- Busty Housewives 3 (2009)
- Busty Office MILFs 1 (2009)
- Couples Seeking Teens 2 (2009)
- Dirty Over 30 4 (2009)
- Flying Solo 2 (2009)
- Girlvana 5 (2009)
- In the Army Now (2009)
- It's a Mommy Thing 5 (2009)
- Masturbation Nation 5 (2009)
- Meet The Fuckers 10 (2009)
- Mother Suckers 2 (2009)
- Pornstar Perspective (2009)
- Pump Out Bitches (2009)
- Raylene Returns (2009)
- Raylene's Dirty Work (2009)
- Seasoned Players Meets Asseaters Unanimous (2009)
- This Ain't Intervention XXX (2009)
- Titter (2009)
- Twisted Passions 5 (2009)
- Wet Dreams Cum True 8 (2009)
- Alibi (2010)
- All About Sara Sloane (2010)
- Babes Illustrated 19 (2010)
- Babes Illustrated 20 (2010)
- Babysitter 4 (2010)
- Bangkok Wives (2010)
- Big Butt Cowgirl Pinups (2010)
- Big Tit Mother Fuckers 1 (2010)
- Big Tits in Corsets (2010)
- Big Titty Jewish Princesses (2010)
- Bossy MILFs 2 (2010)
- Breast Obsessed (2010)
- Cougars Crave Young Kittens 4 (2010)
- Cougar's Prey 4 (2010)
- Couples Bang the Babysitter 2 (2010)
- Dirty Rotten Mother Fuckers 4 (2010)
- Divorcee (2010)
- Droppin' Loads 2 (2010)
- Femdom Ass Worship 6 (2010)
- Fuck Machines 8 (2010)
- Gloryhole Confessions 4 (2010)
- Golden Girls: A XXX MILF Parody (2010)
- Golden Globes 2 (2010)
- I'll Fuck Your Wife If You Fuck Mine 1 (2010)
- Kittens and Cougars 2 (2010)
- Kittens vs. Cougars (2010)
- Legends and Starlets 4 (2010)
- Lip Service (2010)
- Look at Me Whore 3 (2010)
- Masturbation Nation 9 (2010)
- MILF Blown 2 (2010)
- MILF Maids (2010)
- MILF Orgy (2010)
- MILF Worship 11 (2010)
- Mommy Blows Best 5 (2010)
- Mothers Teaching Daughters How To Suck Cock 6 (2010)
- Official To Catch a Predator Parody 1 (2010)
- Sanatorium (2010)
- Say Hi to Your Mother for Me (2010)
- Slick Ass Girls 1 (2010)
- Teacher 2 (2010)
- Wanna Fuck My Daughter Gotta Fuck Me First 9 (2010)
- Watcher (2010)
- Wife Swapping (2010)
- Your Mom Tossed My Salad 6 (2010)
- 21 Ways To Suck A Cock (2011)
- Big Anal Booties (2011)
- Big Ass Fixation 8 (2011)
- Big Tit Soccer Mom Orgy (2011)
- Big Tits Round Asses 24 (2011)
- Bush 1 (2011)
- CFNM: Boss'd Around (2011)
- Cherry 1 (2011)
- Cookies n' MILF (2011)
- Cougar Club 3 (II) (2011)
- Cougar Lesbians 2 (2011)
- Escort (2011)
- Facts of Life: A Porn Parody (2011)
- Finger Lickin Girlfriends 1 (2011)
- Francesca Seeking Women (2011)
- Girls Kissing Girls 8 (2011)
- Head Cases (2011)
- His Booty Is My Duty 1 (2011)
- Killer Bodies: The Awakening (2011)
- Legends and Starlets 5 (2011)
- MILFBusters: A Porn Parody (2011)
- MILFs and Their Toys 6 (2011)
- MILFs in Charge (2011)
- MILF's Tale 2 (2011)
- Mommy and Me 2 (2011)
- Mommy Got Boobs 12 (2011)
- Pegging: A Strap on Love Story 1 (2011)
- Please Make Me Lesbian 1 (2011)
- Punisher: Whore Zone (2011)
- Real Big Tits 7 (2011)
- Real Wife Stories 11 (2011)
- Rezervoir Doggs (2011)
- Secretary 2 (2011)
- Slick Ass Girls 2 (2011)
- Super Anal Cougars 1 (2011)
- Superstar Showdown 3: Courtney Cummz vs. Bree Olson (2011)
- Superstar Showdown 5: Lisa Ann vs. Francesca Le (2011)
- This Ain't Lady Gaga XXX (2011)
- Vivid's 102 Cum Shots (2011)
- Yeah I Fucked Your Mother 2 (2011)
- Anal Occupation (2012)
- Ask Mommy (2012)
- Barb Wire XXX (2012)
- Big Butts Like It Big 9 (2012)
- Big Titty Lesbians (2012)
- Blowjob Bonanza (2012)
- Booty Smashed (2012)
- Cuck Daddy (2012)
- Do Me in the Shower (2012)
- Don't Tell My Husband (2012)
- Don't Trim That Bush (2012)
- Gaga For Gang Bangs (2012)
- Girls in White 2012 2 (2012)
- Group Discount 2 (2012)
- Housewives Orgy 1 (2012)
- Interracial Swingers 4 (2012)
- It's Okay She's My Mother In Law 9 (2012)
- Jerk Off Instructions 41: Two Girls (2012)
- Latin Adultery 20 (2012)
- Lesbian Hookups (2012)
- Lesbian Sex 8 (2012)
- Lesbian Slumber Party 2: Lesbians in Training (2012)
- Lisa Ann Lesbian Milf Adventures: Mommy Needs Pussy Too (2012)
- Milf Bone 5 (2012)
- MILF Kabob (2012)
- MILF on MILF (2012)
- Milf Seductions 3 (2012)
- MILF Wars: Francesca Le vs. Raylene (2012)
- MILFs Seeking Boys 2 (2012)
- Mommy Does It Better (2012)
- Mother-Daughter Exchange Club 22 (2012)
- Muffin Tops (2012)
- My First Sex Teacher 31 (2012)
- My Mom Likes Girls 1 (2012)
- My Mommy Loves Anal (2012)
- My Wife Caught Me Assfucking Her Mother 2 (2012)
- Neighborhood Watcher (2012)
- Office Affairs (2012)
- Orgasm (II) (2012)
- Please Make Me Lesbian 8 (2012)
- Porn Legacy (2012)
- Raylene's Really Wet (2012)
- Sassy Ass (2012)
- Secret Lesbian Diaries (2012)
- Seven Years of Marriage (2012)
- Sexy Senoritas 8 (2012)
- Sinn Sage Loves Girls (2012)
- Strippers' Paradise (2012)
- Taboo Handjobs 2 (2012)
- Titty Creampies 3 (2012)
- Torn (2012)
- Toying With Your Emotions (2012)
- Wives Club (2012)
- Women at Work 2 (2012)
- Your Mom Sucked Me Dry (2012)
- "D" Licious 3 Sums (2013)
- Adult Insider 9 (2013)
- Big MILF Juggs 3 (2013)
- Big Tit Cream Pie 22 (2013)
- Big Tit Fanatic 2 (2013)
- Big Tits at School 17 (2013)
- Bush Bangers (2013)
- Cuckold Stories 9: MILF Edition (2013)
- Everybody Loves Kagney Linn Karter (2013)
- Grab My Ass (2013)
- Horny Professionals (2013)
- Hot And Mean 7 (2013)
- I Love Nurses (2013)
- Laverne and Shirley XXX: A DreamZone Parody (2013)
- Lesbian Beauties 10: Latinas (2013)
- Lesbian Fever (2013)
- Lesbian Obsessions (2013)
- Lesbian Psycho Dramas 13 (2013)
- Manuel Ferrera Bangs 'Em All (2013)
- MILF Madness (2013)
- MILF Madness (II) (2013)
- MILFs Like It Big 15 (2013)
- Mommy Got Boobs 17 (2013)
- Mother Suckers (2013)
- Motherly Love (2013)
- My Friend's Hot Mom 37 (2013)
- Neighbor Affair 19 (2013)
- Newswomen 2 (2013)
- Official Scary Parodies 2: Killer Fucking Compilations (2013)
- Please Make Me Lesbian 10 (2013)
- Real Wife Stories: Devon (2013)
- Seduction of Raylene: An All Girl Gang Bang Fantasy (2013)
- Silver Foxes And Tight Young Boxes (2013)
- Sinister MILFs 9 (2013)
- Soccer MILFs 5 (2013)
- Spin Suck and Fuck 3 (2013)
- Spring Breakers XXX (2013)
- Taboo Handjobs 11 (2013)
- Taboo Handjobs 7 (2013)
- Tonight's Girlfriend 15 (2013)
- What A Rack 2 (2013)
- Lesbian Sitters (2014)
- Mature Ladies Fuck Better (2014)
- Mothers That Please (2014)